# インターフェロン

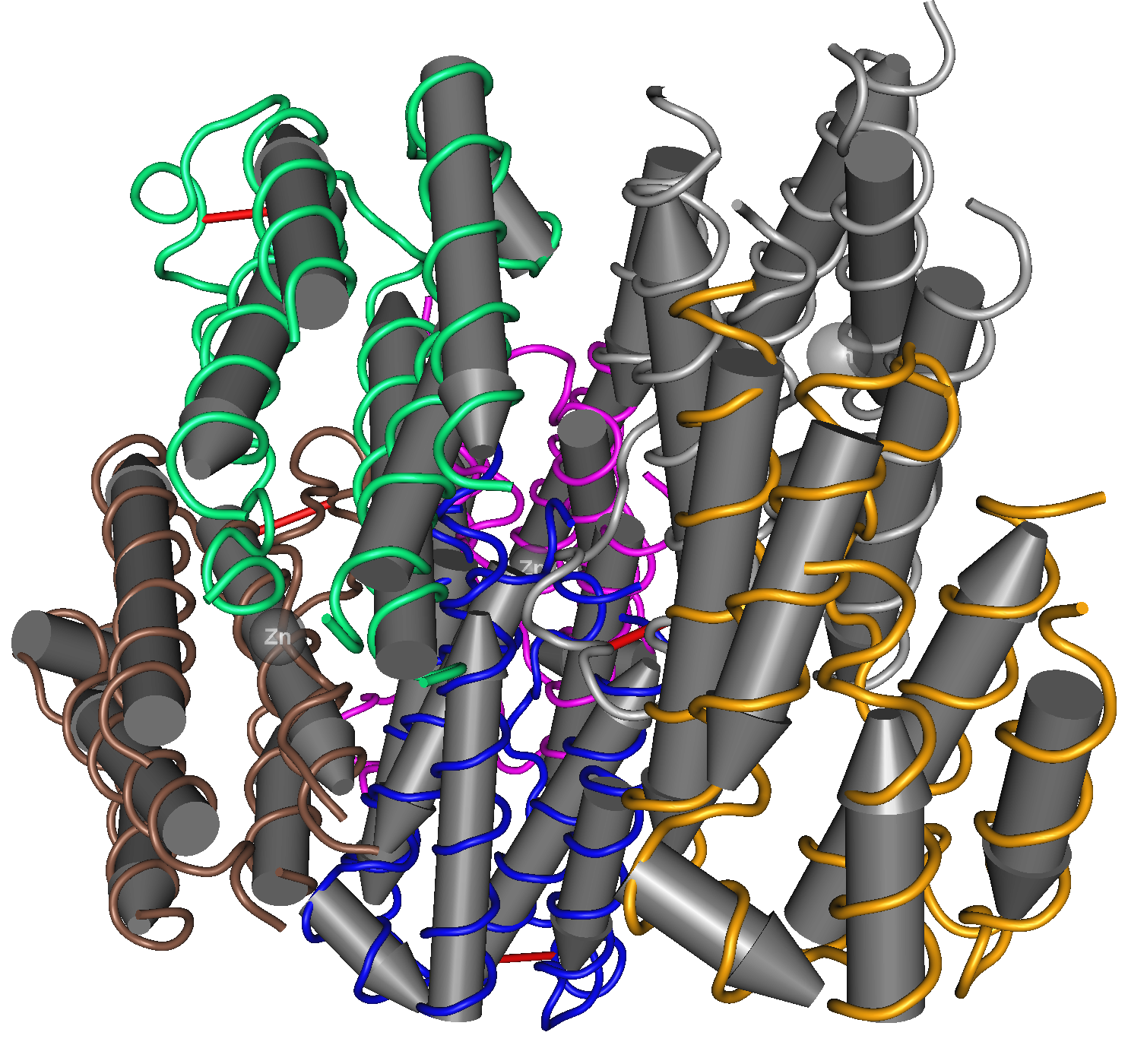
IFN-α (PDB: 1RH2).

インターフェロン（英: interferon、略号：IFN）とは、動物体内で病原体（特にウイルス）や腫瘍細胞などの異物の侵入に反応して細胞が分泌する蛋白質のこと。ウイルス増殖の阻止や細胞増殖の抑制、免疫系および炎症の調節などの働きをするサイトカインの一種である。
医薬品としては、ウイルス性肝炎等の抗ウイルス薬として、多発性骨髄腫等の抗がん剤として用いられている。

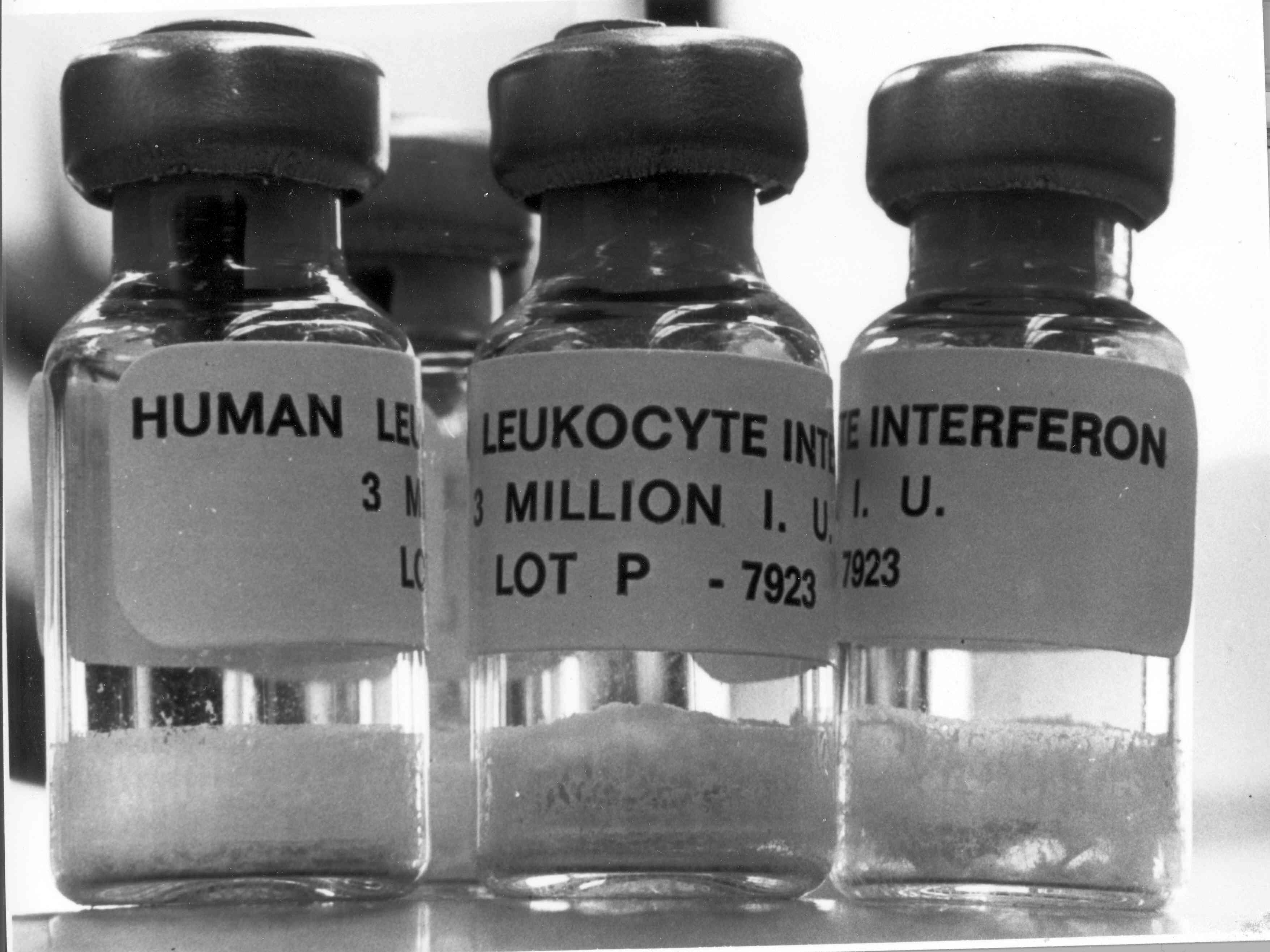
ヒト白血球インターフェロン

## 概要
遺伝子組み換え型インターフェロン、天然型インターフェロンがあり、血液の中に長居させるために従来の遺伝子組み換え型インターフェロンにポリエチレングリコール(PEG)を結合させたペグインターフェロンやコンセンサスインターフェロン(CIFN)などがある。

## 歴史

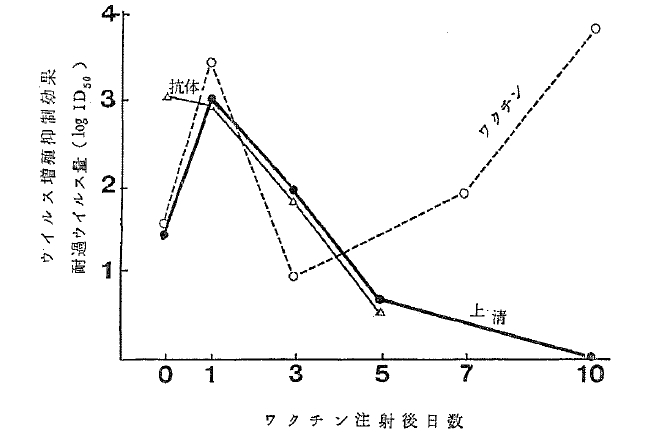
長野泰一-小島保彦の実験。長野泰一,小島保彦らは、1940年代から、生体において抗ウイルス免疫が発現する正確な時期を知ろうとして精密な実験を重ねた｡兎の皮膚の多数の個所にワクシニアウイルスを接種し､その同じ個所へ種々の時期にワクチンを注射し､皮膚病変の起こるのが阻止される状況を観察した｡この際のワクチンは兎のワクシニアウイルス感染組織のホモジェネートに紫外線を当て、ウイルスを不活化たものであり、動物組織成分と不活性ウイルスとの混合物である｡ワクシニアウイルスが選ばれた理由は比較的粒径が大きく、濾過で除去できるからである。実験の結果以下のことが判った。
- ワクチン（実線）の効果のピークは注射後1日目と二週後の二個ある。*ワクチンの遠心上清の効果のピークは1日目のみである。遅い方のピークは通常の免疫効果と考えられるが､早期のピークは非免疫性の効果と考えられる（1957年)。早期のピークの因子はウイルス抗原でもなく､抗ウイルス抗体でもない事が重ねて証明された(1958年)。本因子は後にインターフェロンと言われることになる。

1954年に、伝染病研究所所長（当時）の長野泰一と小島保彦が「ウイルス干渉因子」として発見し報告した。1957年には、イギリスのアリック・アイザックス（Alick Isaacs）やスイスのジャン・リンデンマンらもウイルス増殖を非特異的に（抗体ではない）抑制する因子として確認し、ウイルス干渉（Interference）因子という意味で「Interferon（インターフェロン）」と命名した。
1980年頃に、インターフェロンが悪性腫瘍に効果があることが発見され、抗がん剤として発展していった。
蚕 やハムスターの体内にヒトの細胞を埋め込んで、その細胞にＣ型肝炎ウイルスの遺伝子を組み込んだセンダイウイルスを感染させることにより、インターフェロンを産生させるという方法 を利用して大量生産が可能になった。

## 種類
ヒトでは大きく分けて3つのタイプがある。

### IFN typeⅠ
多くの場合「インターフェロン」というとIFN typeⅠ（I型インターフェロン）を指す。IFN typeⅠには以下が知られている。
- IFN-α：13種類（1,2,4,5,6,7,8,10,13,14,16,17,21）
- IFN-β：1種類 - IFN-β1（※IFN-β2＝IL-6）
- IFN-ω：1種類 - IFN-ω1
- IFN-ε：1種類 - IFN-ε1
- IFN-κ：1種類 - IFN-κ

相同な分子が哺乳類のほか鳥類、爬虫類、魚類で見つかっている。これらに加えマウスでリミチン（LimitinまたはIFN-ζ）、ウシなどでIFN-τ、ブタでIFN-δが見つかっている。タイプIインターフェロンはすべてIFNAR（IFNAR1とIFNAR2に分けられる）という細胞表面の特異的な受容体複合体に結合する。

### IFN typeⅡ
IFN-γのみからなる。成熟したIFNγは反対向きに結合したホモ二量体でIFNγ受容体複合体（IFNGR：サブユニットIFNGR1とIFNGR2の1個ずつからなる）に結合する。

### IFN typeⅢ
IFN-λで3つのアイソフォーム（IFN-λ1、IFN-λ2、IFN-λ3）からなる。これらは発見当初インターロイキンIL28A、IL28B、IL29としても命名された。

## 作用機序
ウイルスの感染や2本鎖RNAなどによって直接誘導されることが知られている。これらの細胞外での受容体としてはToll様受容体（TLR）でその中でもエンドソームに存在するTLR3、TLR7、TLR9である。また、細胞内に存在する受容体としてはRIG-I、MDA-5が関与し、これらがI型インターフェロンの発現を高めると考えられる。また体内にいろいろな抗原が侵入したときそれに反応してIL-1、IL-2、IL-12、TNF、CSFなどのサイトカインが産生される。インターフェロンの産生はこれらのサイトカインによっても誘導される。
インターフェロンにより調節される細胞内シグナル伝達経路の代表的なものとしてはJAK-STAT経路が知られるが、それ以外の経路も関与していると考えられる。
インターフェロンαとβはリンパ球（T細胞、B細胞）、マクロファージ、線維芽細胞、血管内皮細胞、骨芽細胞など多くのタイプの細胞で産生され特に抗ウイルス応答の重要な要素である（詳しくはI型インターフェロンの項を参照）。インターフェロンαとβはマクロファージとNK細胞をともに刺激し、腫瘍細胞に対しても直接的に増殖抑制作用を示す。
インターフェロンγは活性化されたT細胞で産生され免疫系と炎症反応に対して調節作用を有する。IFN-γにも抗ウイルス作用と抗腫瘍作用があるが弱く、その代わりIFN-αとβの効果を増強する作用がある。IFN-γは腫瘍のある局所で働く必要があり、がん治療への有効性は低い。IFN-γはTh1細胞からも分泌され、白血球を感染局所にリクルートして炎症を強化する作用がある。またマクロファージを刺激して細菌を貪食殺菌させる。Th1細胞から分泌されたIFN-γはTh2反応を調節する作用でも重要である。免疫応答の調節にも関わっており、過剰な産生は自己免疫疾患につながる可能性がある。IFN-ωは白血球からウイルス感染または腫瘍の局所で分泌される。

## 医薬品
インターフェロンはかつては希少で高価だったが、遺伝子操作により細菌や培養細胞での大量生産が可能になりかつ、インターフェロンにいろいろな修飾を施すことが可能になった。現在医薬品として種々のインターフェロンが承認され、B型肝炎・C型肝炎などのウイルス性肝炎、またいくつかの腫瘍の治療や白血病の治療に用いられている。

### 種類
製剤名はいずれも販売名である。
- IFNα
  - スミフェロン：腎癌・多発性骨髄腫・慢性骨髄性白血病・ヘアリー細胞白血病・亜急性硬化性全脳炎・HTLV-1脊髄症・B型肝炎・C型肝炎・C型肝硬変
  - オーアイエフ：慢性骨髄性白血病・B型肝炎・C型肝炎
- C-IFNα
  - アドバフェロン：C型肝炎
- PEG-IFNα2a
  - ペガシス：B型肝炎・C型肝炎・C型肝硬変
- IFNα2b
  - イントロンA：B型肝炎・C型肝炎
- PEG-IFNα2b
  - ペグイントロン：C型肝炎
- ROPEG-IFNα2b
  - ベスレミ：真性多血症
- IFNβ
  - IFN：膠芽腫・髄芽腫・星細胞腫・悪性黒色腫・亜急性硬化性全脳炎・B型肝炎・C型肝炎
  - フエロン：膠芽腫・髄芽腫・星細胞腫・悪性黒色腫・亜急性硬化性全脳炎・B型肝炎・C型肝炎・C型肝硬変
- IFNβ1a
  - アボネックス：多発性硬化症
- IFNβ1b
  - ベタフェロン：多発性硬化症
- IFNγ1a
  - イムノマックス：腎癌・慢性肉芽腫症
- IFNγn1
  - オーガンマ：菌状息肉症・成人T細胞性白血病

### 副作用
副作用としては発熱、だるさ、疲労、頭痛、筋肉痛、痙攣などのインフルエンザ様症状、また投与部位の紅斑、痛み、痒みが多い。まれに脱毛、蛋白尿、めまいや抑鬱もある。抑鬱については、インターフェロンが脳内のミクログリアを活性化し、その結果海馬のニューロン新生を阻害するためであり、ミクログリア活性化阻害剤により改善できるという報告がある。
多くの症状は可逆的で治療終了後数日で回復する。しかし重篤なものとして間質性肺炎・抑鬱による自殺がある。また、小柴胡湯との併用で間質性肺炎が起こりやすいので併用は禁忌である。

### 学術団体
- 日本インターフェロン・サイトカイン学会

### その他
- 肝炎に効果的なインターフェロン治療や核酸アナログ製剤治療利用しやすくするための医療費助成制度をご存じですか - 政府広報オンライン
- 『科学映像館』より
  - 『驚異の生体防御-インターフェロンとガン』 - 1981年に、東北大学医学部の監修・協力の下、大和映画社が制作した短編映画。
  - 『インターフェロン療法　癌退縮へのこころみ』 - 住友製薬の企画の下で1987年にヨネ・プロダクションが制作した短編映画。